# Phytomyptera interrupta
Phytomyptera interrupta là một loài ruồi trong họ Tachinidae.